# Stundenbuch von Taymouth
Das Stundenbuch von Taymouth wurde nicht nach dem ersten Besitzer so genannt, sondern verdankt seine Bezeichnung dem Umstand, dass sich das Buch im späten 18. Jahrhundert im Besitz des Grafen von Breadalbane auf Taymouth Castle, Perthshire, befand.

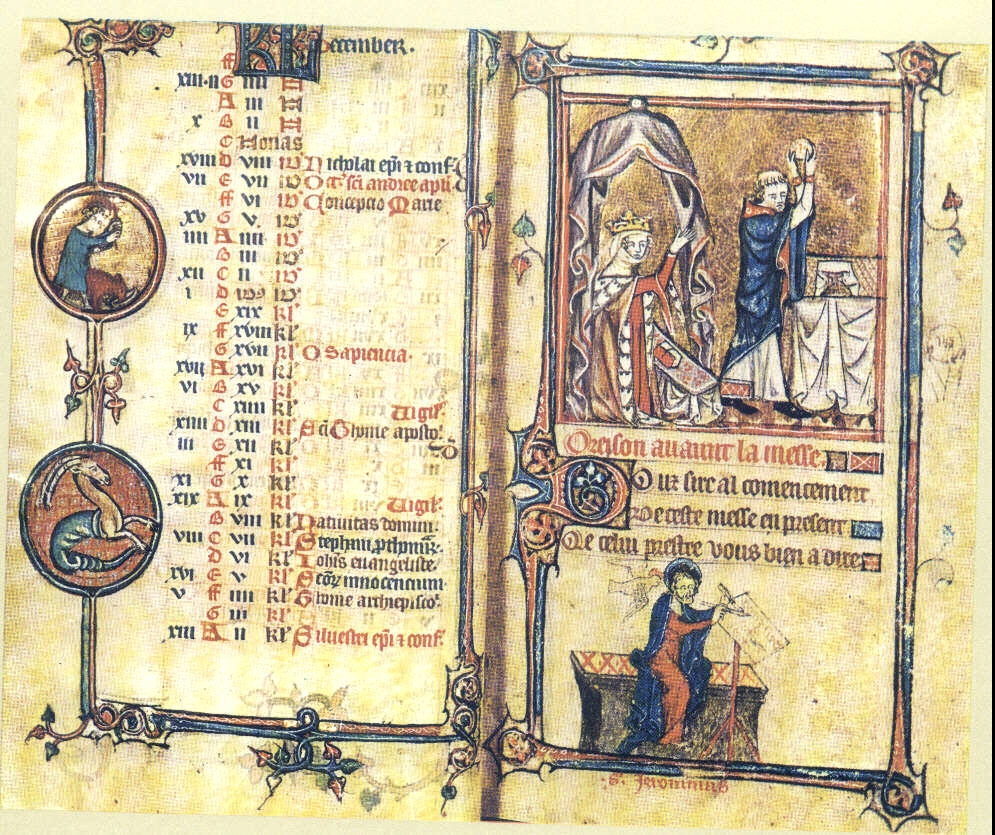
Abschluss des Kalendariums, Dame bei der Messe, Hieronymus in der Bordüre

## Beschreibung
Liturgie von Sarum. England, um 1325–1340. 16,3 × 11,5 cm, 195 ff.
Kalendarium-Illustrationen, 397 Randverzierungen und Miniaturen.
British Library, London, Yates Thompson ms. 13

## Joan vom Tower
Erste Eigentümerin war eine Dame des Hofes, die in der Handschrift mehrere Male in Erscheinung tritt, „mit an Sicherheit grenzender Wahrscheinlichkeit“ Joan, Tochter Eduards II. von England, 1321 im Tower von London geboren und 1328 noch als Kind mit dem drei Jahre jüngeren David II. von Schottland verheiratet wurde. Im Stundenbuch ist sie bei einem Gebet vor der Messe, im Anschluss an das Kalendarium kniend vor dem Altar zu sehen, an dem ein Priester zelebriert. Sie trägt eine Krone und einen rosa Mantel, der mit Feh, dem Wappenpelz, gesäumt ist. Am Fuß der Seite schreibt der Urheber des Gebetes, der hl. Hieronymus, die Eingangsworte „Süßer König, am Beginn dieser Messe.“
Dieses Gebet ist wie mehrere andere in Französisch geschrieben, einer Sprache, die einer Prinzessin des 14. Jahrhunderts angemessener war als Englisch, vor allem wenn sie wie Joan eine französische Mutter, Isabella von Frankreich, hatte.

## Miniaturen

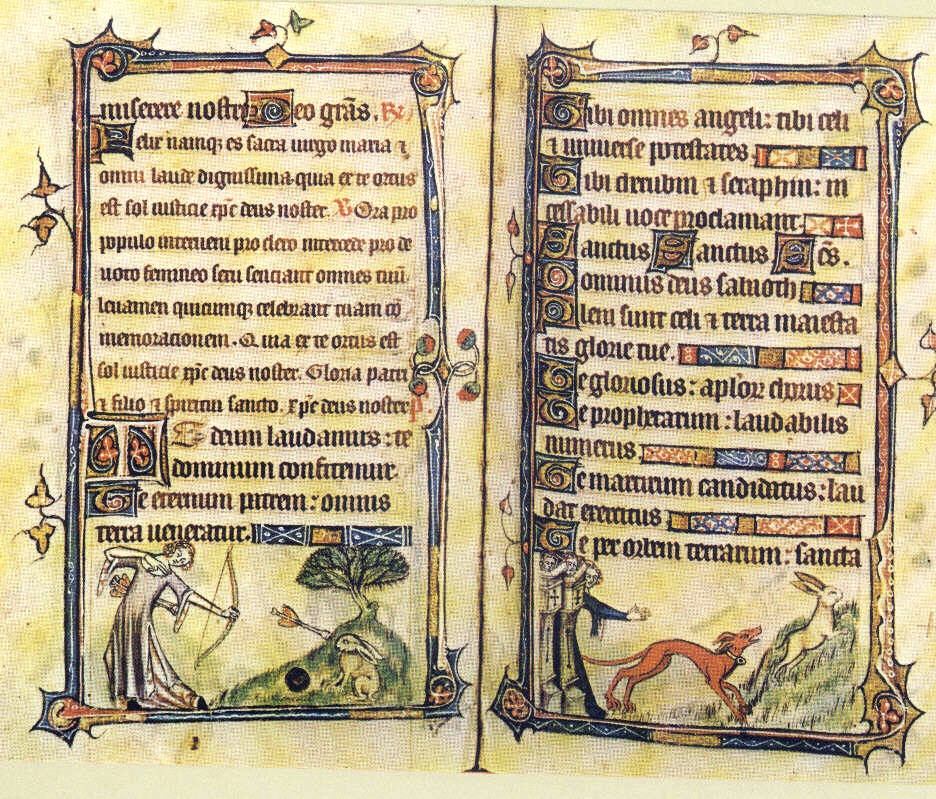
Kaninchenjagd in der Bordüre

Dieses Gebetbuch ist bemerkenswert wegen der lebhaften Zeichnungen religiöser und weltlicher Themen, die sich am Fuß fast jeder Seite befinden. Bei den Gebetsstunden zur Jungfrau Maria sind die Laudes von dreißig Jagdszenen mit ausschließlich weiblichen Teilnehmern begleitet. Bei der ersten Szene handelt es sich um eine Kaninchenjagd, in der eine Dame einen Pfeil auf ein Kaninchen abschießt, das erstaunlich ruhig vor seinem runden Bau sitzt. Auf der gegenüberliegenden Seite lässt die Dame ihren Hund auf das Tier los, während zwei ihrer Begleiterinnen links von einem Schloss aus zuschauen. Man muss in der Handschrift weiterblättern, um die Damen bei der Jagd auf verschiedene Beutetiere weiterzuverfolgen.

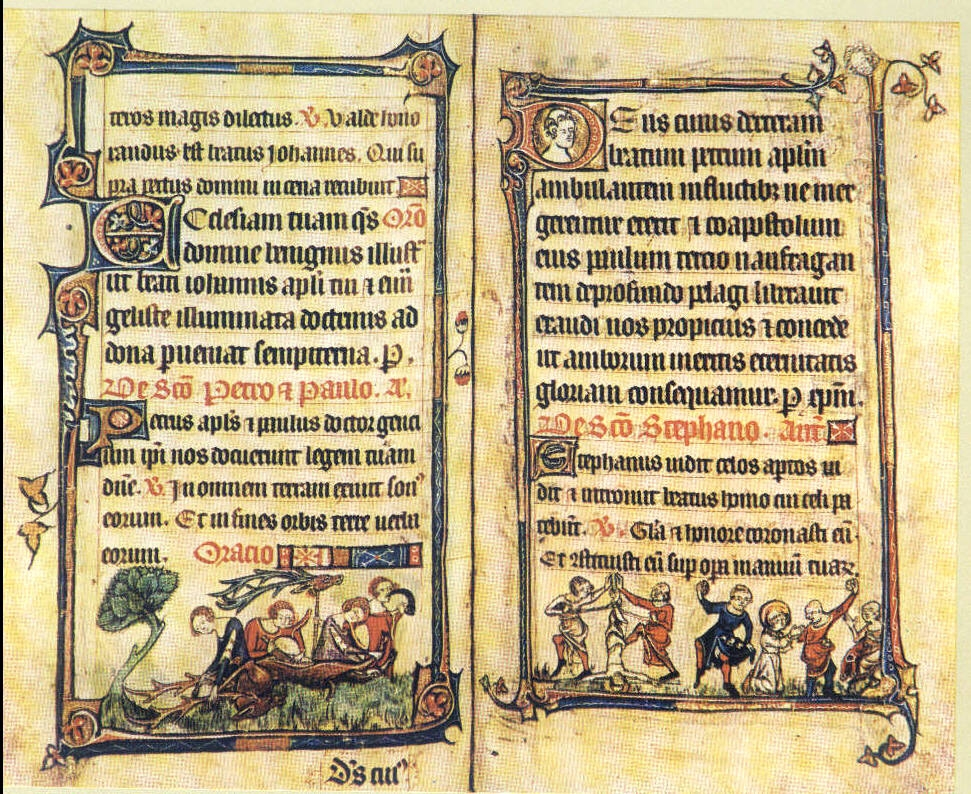
Abschluss der Jagd, die heiligen Petrus und Stephan

Bei der dritten illustrierten Einleitung haben die Damen bei der Jagd des königlichen Hirschen das letzte Stadium erreicht. Es werden die Ritualien der Jagd genau dargestellt, so die curée, das Ausweiden des Tieres, das présent, und schließlich das mort, der Tod des Tieres, den eine Jägerin mit ihrem Horn bekanntgibt. Auf der gegenüberliegenden Seite sind die Kreuzigung des hl. Petrus, mit dem Kopf nach unten, und die Steinigung des hl. Stephanus dargestellt. Ihre Leiden (Memorie) sind hier, ganz ungewöhnlich, in den Text der Laudes aufgenommen.
Die letzte aus dem Taymouth-Stundenbuch abgebildete Einleitung steht am Anfang der Gradualpsalmen. Wieder ist die königliche Eigentümerin des Buches zu erkennen, wie ein Kind kniet sie vor dem thronenden Christus, dem sie von Maria empfohlen wird. Die unterschiedlichen Größenverhältnisse sind beabsichtigt, um die Persönlichkeiten des Himmels kenntlich zu machen.

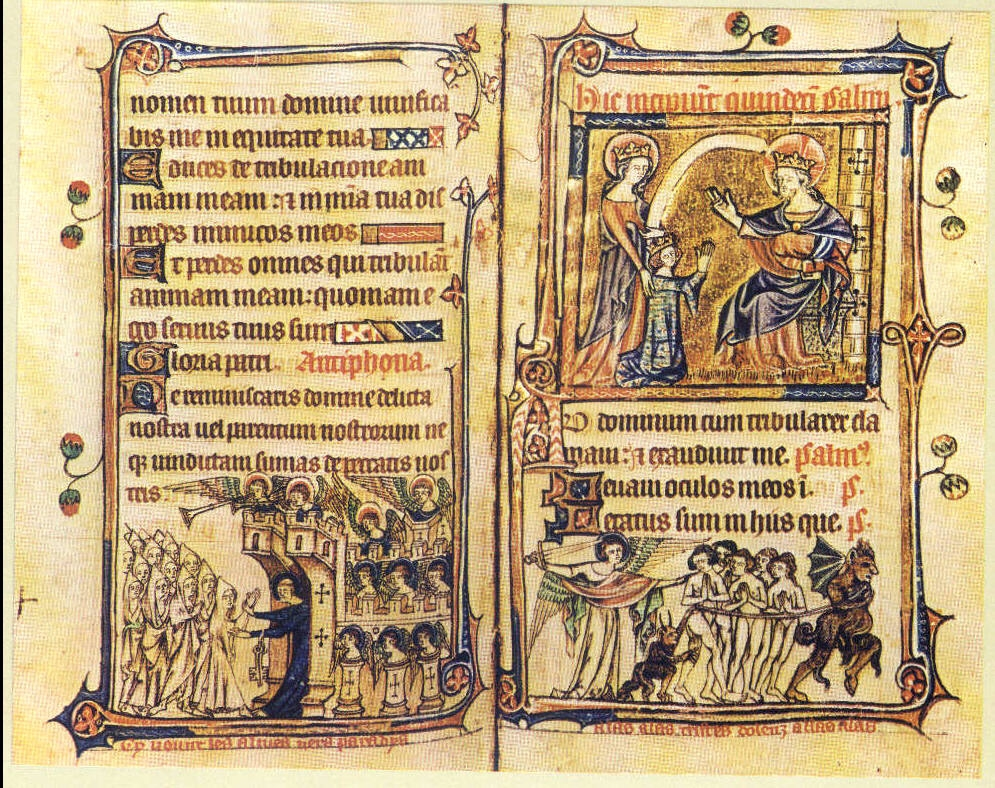
Vor dem Thron Christi, Himmel und Hölle

Während die junge Dame vor Christus kniet, wird am Fuß der Seite eine Gruppe nackter Seelen auf Anweisung eines strengen Engels mit aufgerichtetem Schwert von Teufeln zur Hölle geführt. Unterhalb der Verdammten findet sich die verzweifelte Inschrift „O weh, o weh, unglückliche Leidende, o weh, o weh!“ Ihre Torturen werden auf der nächsten Seite, in einer lebhaften Bildfolge gezeigt, die beim Leser Schreckensschauder hervorgerufen haben müssen.
Den Verdammten gegenüberliegend befindet sich das vergnüglichere Fest der geretteten Seelen, die alle, mit gleichen Mänteln und Hauben bekleidet, von Petrus am Tor zum Paradies in Empfang genommen werden. Von den Zinnen lassen zwei Engel die Fanfaren ertönen. Weitere Engel stehen aufgereiht an den wehrhaften Mauern der himmlischen Stadt, um die Neuankömmlinge zu sehen, die auf wunderbare Weise nach der Auferstehung mit Kleidern ausgestattet wurden, damit sie im Himmel nicht nackt ankommen. Am Fuß der Seite befindet sich die Inschrift „Hier nähern sich die Seelen dem Paradies“.

## Ausführender Künstler
Die Miniaturen stammen von einem hervorragenden Künstler, vermutlich sogar von mehreren, dabei ist die Verkündigungsszene der Matutin schöner ausgeführt als andere. Durch den schachbrettartigen Hintergrund aus ausgestanztem Gold, vor dem sich die Figuren abheben, wird eine großartige Wirkung erzielt. Die Handschrift ist nach dem Stile des Jean Pucelle gestaltet, der damals stark verbreitet war.